# Lugoiops
Lugoiops is een geslacht van haften (Ephemeroptera) uit de familie Baetidae.

## Soorten
Het geslacht Lugoiops omvat de volgende soorten:
- Lugoiops maya